# Macromitrium formosae
Macromitrium formosae är en bladmossart som beskrevs av Jules Cardot 1905. Macromitrium formosae ingår i släktet Macromitrium och familjen Orthotrichaceae. Inga underarter finns listade i Catalogue of Life.